# Ferula marmarica
Ferula marmarica is een soort uit de schermbloemenfamilie (Apiaceae). Het is een kruidachtige, vaste plant, die een hoogte kan bereiken van 60 centimeter aan het begin van de bloeitijd tot een meter hoogte daarna. De bloemen zijn geel en gerangschikt in hermafrodiete bloemschermen.
De soort komt voor van Noord-Afrika, van Noordoost-Libië tot in Egypte. Uit de wortel wordt door middel van insnijdingen een gom verkregen, "Ammoniacum van Cyrenaica" geheten. In de Oudheid werd deze gom voor medicinale doeleinden gebruikt.